# Classe Dvora
La classe Dvora est une classe de patrouilleurs rapides construite essentiellement par la firme Israel Aerospace Industries pour la Marine israélienne, la Marine sri-lankaise et la Marine de la République de Chine.

## Historique
Cette classe fut construite à partir des plans de la Classe Dabur. Sa coque fut rallongée de 2 m, un moteur plus puissant installé.
Cette classe est maintenant retirée du service actif et remplacée par les Classe Super Dvora Mk II et Classe Super Dvora Mk III.
Certaines unités furent par la suite équipées d'un affut stabilisé Typhon emportant soit un canon de 20 mm, soit de 25 mm. Elles portèrent alors le nom de Super Dvora Mk I.

## Israel
Les vedettes de type Dvora sont réparties sur les trois bases navales  de :
- Haïfa : compagnie 914
- Eilat : compagnie 915
- Ashdod : compagnie 916

Leur mission est essentiellement d'assurer la sécurité sur la frontière maritime. Chaque vedette est composée de 8 à 12 soldats.
La vedette de type Dvora peut aussi être équipé du missile antinavire Gabriel.